# 高家镇 (丰都县)
高家镇是中国重庆市丰都县下辖的一个镇。

## 概况
高家镇（又名高镇） 位于丰都东南，地处长江之滨，水陆交通便利，陆路距丰都新县城20km，距重庆市主城区192km，是全国重点小城镇、重庆市级经济百强镇和中心集镇。丰都县东南经济文化中心镇，丰都、石柱、忠县三县物资集散的中心，也是三峡库区全淹迁的移民重镇，镇政府驻文昌西路16号。截止到2010年总人口约5万人，城镇常住人口约2.5万人。幅员面积157.7平方公里，城镇建城区2平方公里，耕地面积34221亩。2005年全镇经济总量1.31亿元，农民人均收入为2287元。该镇建镇于明代，被稱为2000年全国十大考古发现的桂花旧石器时代遗址；境內大规模、成批量发掘有汉代文物。

## 历史
1952年分置高家镇乡，1984年高家并入高家镇。1992年建国、太运两乡并入。1997年，面积157.7平方千米，人口3.5万，辖和平、胜利、解放、新华4个居委会和向家庄、关田沟、河岩、桂花、大湾、文溪、桐子、金钢、厚池坝、板桥沟、金凤岭、龙神塘、雷家沟、花眼岩、大树湾、鼓井湾、大洗塘、茶园溪、牛登坡、梨耳树、下板燎、马上湾、石龙庙、李龙坡、金家坡、杂角岭、菜池沟、杨家湾、下场口、上湾、罗边槽、观音洞、麻坪、万家园、紫云寺、九里坪、上马场37个行政村。

## 行政区划
镇辖5个社区、6个行政村
- 社区：文昌路居委会、川祖路居委会、祥和路居委会、金刚路居委会、桂花路居委会
- 村：汶溪村、石龙村、建国村、金家坪村、太运村、方斗山村

## 经济建设
有以榨菜、食品，畜牧，酿造、陶瓷、建材、建筑、粮油加工为主的乡镇企业，到2010年，已初步形成以榨菜，肉牛，食品为重点的加工业，培育和发展了明富实业公司、宇鸿公司、日新五洲公司、恒都肉牛等一批具有带动性的企业16个，建成中小企业创业园区2平方千米。农业主产水稻、小麦、玉米，养殖业以生猪、蚕桑为主。特产茶叶、黄连、三江酱油、白家竹。
截止到2010年的招商项目有：重庆恒都肉牛综合交易市场，2010年6月开工建设，12月已建成并投入使用。该市场占地250亩，总投资2000多万元，主要集活牛交易、牛饲料与保健品供给、牛肉制品交易，开通网上交易及肉牛系列产成品期货交易门户，提供现代物流及电子商务平台，带动周边区县、辐射西南省市，全力促进中国南方肉牛之乡早日建成。恒都、鑫犇等龙头企业，推行“企业购牛、农户领养、回收犊牛、全额贴息、提供担保、保险补贴”的领养模式，确保困难农户“零投入”养牛；加快肉牛交易市场建设，打造集肉牛养殖、肉牛交易、牛肉加工、牛粪处理、牛饲料研发于一体的产业基地。
引进重庆友岚食品有限公司荔头精加工、华岭野生植物开发、重庆富宏食品有限公司泡菜加工等1000 万元以上的农副产品加工项目，引进重庆菜园坝批发市场在鑫园农贸市场设 立分部。华岭和富宏己开工建设，友岚 正在办理入园手续，鑫园批发市场正常 运营。加大对现有企业嫁接改造力度。 全年新增民营企业8家，企业总量29 家:新增个体工商户226户，总量937 户;新士曾企业解决城镇就业人口663 人。全年工业经济总量实现5211万元， 生产加工行业税收152万元。
方斗山饮用水建设项目总投资200万元，建年产1.5万吨的山泉水厂一座，项目开发建成后年销售收入可达650万元，创利润80万元，项目地选址在方斗山隧道口，山泉水丰富。
丰都县淀粉加工厂项目总投资870万元，建年产精制红苕淀粉3000吨加工厂，占地15亩，项目投产后可实现年利润263万元。
丰都县横梁生态旅游园区开发项目。该项目可供开发面积82公顷，2005年已完成总体规划，一期投资1750万元，项目建成后可实现年利润500万元，开发建设接待能力为500人以上的星级宾馆一座，景区距离高家镇24公里，石柱县18公里，海拔1400米，年最高气温27℃、最低气温-8℃，拥有原始次森林和成片的竹山10万亩，是观景赏雪、避暑纳凉、休闲度假的佳地，开发潜力巨大。
高家镇滨江公园：该园位于丰都县高家镇城区临江大道旁，开发面积达13万平方米，投资总额2000万元，2005年已完成总体规划，开发建设各具特色风格的建筑物，具旅游、休闲功能的游乐场馆和商业门面。
金家坪休闲度假山庄项目总投资500万元，修建占地5.4公顷的度假山庄一座，和相配套的汽车露营式度假营地、家庭式单独休闲区、野营露宿帐篷区、野餐篝火晚会区，园区位于丰、石公路(国家二级公路)旁，距高家镇城区1 2公路，海拔在800米左右，最高气温25℃，最底气温-5℃，交通方便、信息联通、水、电配套是休闲避暑的良好处所。